# KFC Diest
Koninklijke Football Club (KFC) Diest – belgijski klub piłkarski, grający w szóstej lidze belgijskiej, mający siedzibę w mieście Diest.

## Historia
Klub został założony w 1909 roku jako Hooger Op Diest Football Club. W 1948 roku klub połączył się ze Standaard Athletiek Diest, tworząc FC Diest. 7 lat później do nazwy klubu dodano słowo Koninklijke i tym samym nazwa klubu zmieniła się na KFC Diest. W 1988 roku klub połączył się z FC Assent, tworząc K. Tesamen Hogerop Diest. Do nazwy KFC Diest powrócono w 2006 roku.
W 1961 roku KFC Diest po raz pierwszy w swojej historii awansował do pierwszej ligi belgijskiej. Pobyt w pierwszej lidze trwał 4 lata. W sezonie 1963/1964 klub zajął 7. miejsce, najwyższe w swojej historii. W pierwszej lidze KFC Diest grał również w latach 1970-1975.

## Historyczne nazwy
- 1909 – Hooger Op Diest FC
- 1948 – FC Diest
- 1955 – KFC Diest
- 1988 – KTH Diest
- 2006 – KFC Diest

## Historia występów w pierwszej lidze
| Sezon     | Pozycja      | M  | Pkt. | Z  | R  | P  | GZ | GS |
| --------- | ------------ | -- | ---- | -- | -- | -- | -- | -- |
| 1961/1962 | 12.          | 30 | 25   | 9  | 7  | 14 | 40 | 52 |
| 1962/1963 | 11.          | 30 | 26   | 10 | 6  | 14 | 31 | 43 |
| 1963/1964 | 7.           | 30 | 33   | 13 | 7  | 10 | 43 | 39 |
| 1964/1965 | 16. (spadek) | 30 | 22   | 6  | 10 | 14 | 40 | 54 |
| 1970/1971 | 14.          | 30 | 24   | 7  | 10 | 13 | 29 | 37 |
| 1971/1972 | 13.          | 30 | 25   | 8  | 9  | 13 | 27 | 50 |
| 1972/1973 | 14.          | 30 | 21   | 8  | 5  | 17 | 30 | 51 |
| 1973/1974 | 12.          | 30 | 26   | 8  | 10 | 12 | 44 | 51 |
| 1974/1975 | 18. (spadek) | 38 | 23   | 8  | 7  | 23 | 32 | 70 |

## Reprezentanci kraju grający w klubie
Stan na czerwiec 2015.
| - Marc Emmers - Willy Geurts - Jos Heyligen - Guido Nicolaes - Léon Ritzen - Timmy Simons - Julian Van Roosbroeck - Bruno Versavel | - Eddy Voordeckers - Moslem Khani - Miroslav Pavlović - Dzintars Sprogis - Vitālijs Teplovs - Chidi Nwanu - Lugomgola Mateso |